# Ernst Marlier
Ernst Ferdinand Emil Marlier (28 de julho de 1875 – 11 de novembro de 1950) foi um fabricante farmacêutico alemão que construiu a Villa Marlier, onde a conferência de Wannsee foi realizada.

## Primeiros anos
Ernst Marlier era filho de Philipp Marlier (morreu c. 1902), um funcionário dos correios, e Mathilda Marlier (nascida Forkeln). Depois de receber treinamento comercial na Fábrica de Livros Fuchs, Marlier cumpriu sua obrigação de serviço militar no Regimento de Infantaria 22 em Kassel, depois do qual se mudou para Nuremberg. Lá, ele era o proprietário da empresa de vendas por correspondência Micado.

## Fabricante de medicamentos
Em 1903, Marlier estabeleceu-se em Berlim (Kurfürstenstrasse 173a, mais tarde Sternstrasse 22), onde fundou várias empresas farmacêuticas (Chemische Fabrik Dr. Schröder GmbH, Chemische Fabrik Dr. Hartmann GmbH, Chemische Fabrik Dr. Wagner und Marlier) e o atacadista de carvão Julius Marlier.
Em 1905, o Instituto Farmacêutico da Universidade de Berlim determinou que os remédios de Marlier consistiam principalmente de ácido tartárico, ácido cítrico, cloreto de sódio e gema de ovo.
Em 1907, Marlier já estava tendo problemas com a sede da polícia, que alertou que os preparados de Marlier "não tinham as propriedades atribuídas a eles em suas informações de vendas". Entre os produtos farmacêuticos vendidos por Marlier estavam Antipositin, Antineurasthin, Renascin, Slankal, Levathin, Visnervin, Vitalito e Hämasol.

## Acusações de agressão
Em 1904, Marlier foi acusado de agressão e perturbação da paz, e sentenciado a seis dias de prisão. Em 1913, na esquina da Friedrichstraße com a Jägerstraße, Marlier foi preso por agressão e lesão corporal. De acordo com a polícia, Marlier deu um tapa no rosto de uma mulher que esperava em um ponto de táxi. Quando dois motoristas intervieram, Marlier espancou os dois. Um policial chamado Brandt viu a perturbação e se aproximou, quando Marlier o atacou. De acordo com o relatório policial, Marlier foi levado para a delegacia de polícia. Uma cena selvagem se seguiu, o furioso Marlier abordando todos que estavam à vista. Marlier foi sentenciado a pagar uma multa de 600 marcos. A esposa de Marlier se divorciou dele em 1922 porque ele a espancou.

## Villa Marlier

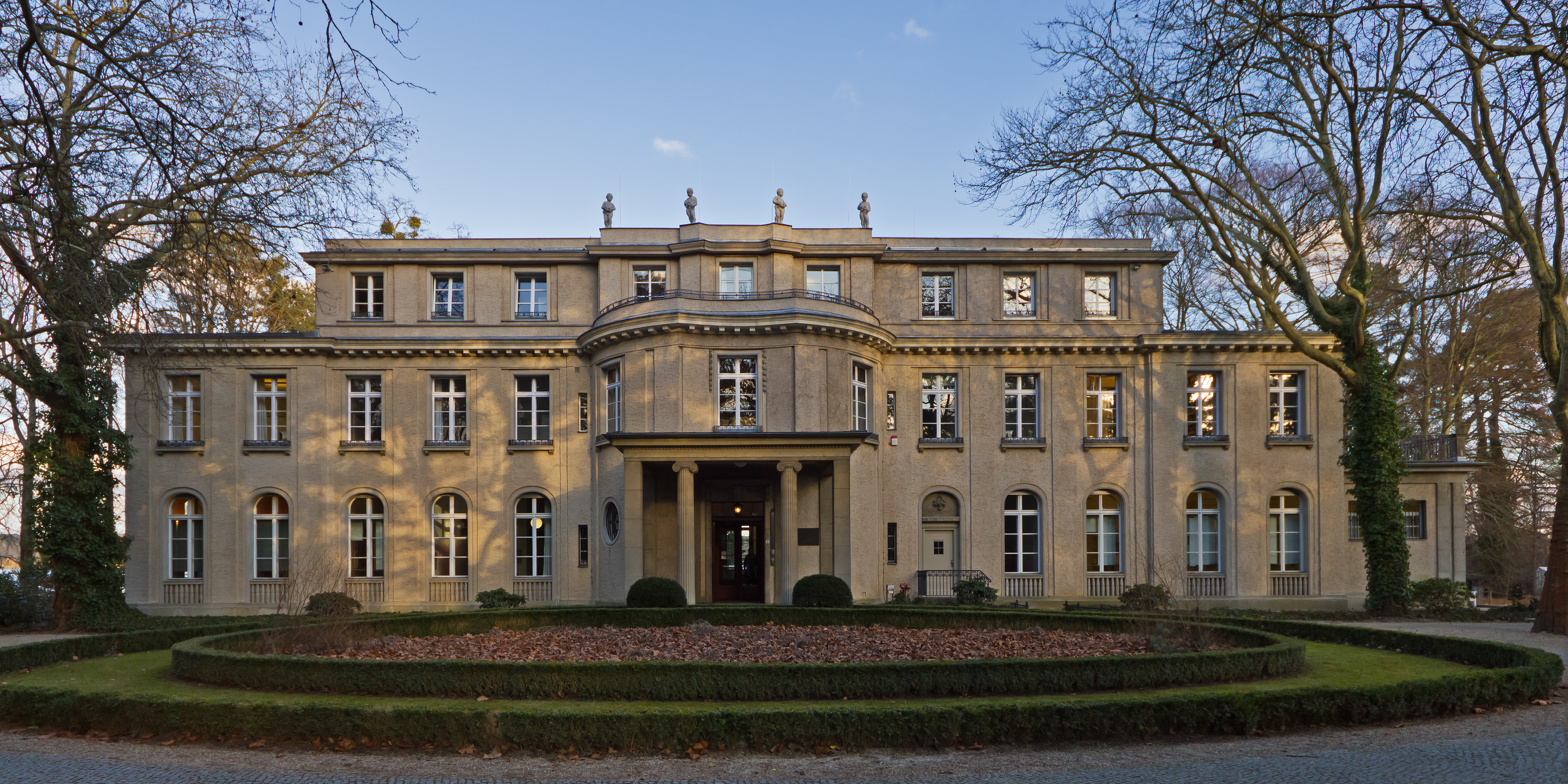
A villa na 56–58 Am Großen Wannsee, onde a Conferência de Wannsee foi realizada, é agora um memorial e museu

Em 1914, Marlier contratou o arquiteto Paul Baumgarten (mais tarde um dos arquitetos favoritos de Adolf Hitler) para construir uma villa magnífica, com vista para o lago Wannsee, no subúrbio de Wannsee, em Berlim. No entanto, Marlier não conseguiu manter a mansão por causa de seus problemas. Em 1905, o Instituto Farmacêutico de Berlim determinou que os medicamentos de Marlier consistiam em nada mais do que ácido tartárico, ácido cítrico, cloreto de sódio e gema de ovo. Em 1907, o governo alemão proibiu a venda do Antipositin e do Antineurasthin de Marlier. Marlier se envolveu em um emaranhado de problemas legais e, em 1921, foi forçado a vender a Villa Wannsee ao industrial Friedrich Minoux por 2.300.000 reichsmarks.